# Euphorbia engelmannii
Euphorbia engelmannii är en törelväxtart som beskrevs av Pierre Edmond Boissier. Euphorbia engelmannii ingår i släktet törlar, och familjen törelväxter. Inga underarter finns listade i Catalogue of Life.